# Triplemanía XIX
Triplemanía fue la decimonovena edición de Triplemanía, un evento pago por visión de lucha libre profesional producido por la Asistencia Asesoría y Administración. Tuvo lugar el 18 de junio de 2011, es la cuarta vez que se hizo en el Palacio de los Deportes de la Ciudad de México. 
A diferencia de otras ediciones, se tuvo una participación estelar por parte de luchadores de la Total Nonstop Action Wrestling; algunos como Mickie James, Mr. Anderson, Abyss, Rob Van Dam y el presidente de TNA Jeff Jarrett.

## Resultados
- La Legión Extranjera (Angelina Love, Mickie James, Velvet Sky & Sexy Star) derrotaron a Cinthia Moreno, Faby Apache, Lolita & Mari Apache.
  - James cubrió a Faby Apache después de un "Mickie-DT".
- Heavy Metal, Joe Líder & Electroshock derrotaron a Chessman, Silver Cain & Último Gladiador en un Tables, Ladder and Chairs match.
  - Metal cubrió a Gladiador después de un "Diving elbow drop"
  - Durante la lucha, Nicho el Millonario interfirió a favor de la AAA, pero Joaquín Roldán lo sacó y suspendió.
- Los Bizarros (Cibernético, Charly Manson, Billy el Malo & Dark Scoria) derrotaron a La Parka, Octagón, Dark Ozz & Drago.
  - Cibernético cubrió a La Parka después de una "Garra Cibernética"
- Jack Evans & Extreme Tiger derrotaron a Abyss & Mr. Anderson en un Steel Cage Match, reteniendo el Campeonato Mundial en Parejas de la AAA.
  - Evans & Tiger escaparon de la jaula, ganando la lucha.
- Los Perros del Mal (X Fly, Halloween & Damián 666) derrotaron a los Psycho Circus (Monster Clown, Murder Clown & Psycho Clown) ganando el Campeonato Mundial de Tríos de la AAA en un Extreme match.
  - Halloween cubrió a Psycho Clown después de un "Death Valley driver" desde la tercera cuerda contra una mesa.
- Jeff Jarrett derrotó a El Zorro ganando el Megacampeonato Unificado de Peso Completo de la AAA.
  - Jarrett cubrió a El Zorro después de un "Stroke" con el Palo de Kendo en la garganta de El Zorro.
- L.A. Park derrotó al Mesías en un Máscara vs Cabellera Match.
  - Park cubrió al Mesías después de golpearlo con una manopla de acero.
  - Como consecuencia, Mesías fue rapado.
- Dr. Wagner, Jr. derrotó a Rob Van Dam, ganando el inaugural Campeonato Latinoamericano de AAA.
  - Wagner cubrió a RVD después de un "Rope Hung DDT" contra una silla.

## Comentaristas
- Arturo Rivera "El Rudo"
- Andrés Maroñas Escobar
- Jesús Zúñiga
- Leonardo Riano

- Datos: Q932257